# ستيف فيرغسون
ستيف فيرغسون (بالإنجليزية: Steve Ferguson)‏ (18 مايو 1977 بإدنبرة في المملكة المتحدة - ) هو لاعب كرة قدم بريطاني في مركز الوسط. لعب مع دونفرملين أثلتيك ونادي بريتشين سيتي ونادي روس كاونتي ونادي ستنهاوسموير ونادي آير يونايتد.

## وصلات خارجية
- ستيف فيرغسون على موقع قاعدة بيانات كرة القدم.إي يو (الإنجليزية)